# Équipe de France féminine de basket-ball en 2019

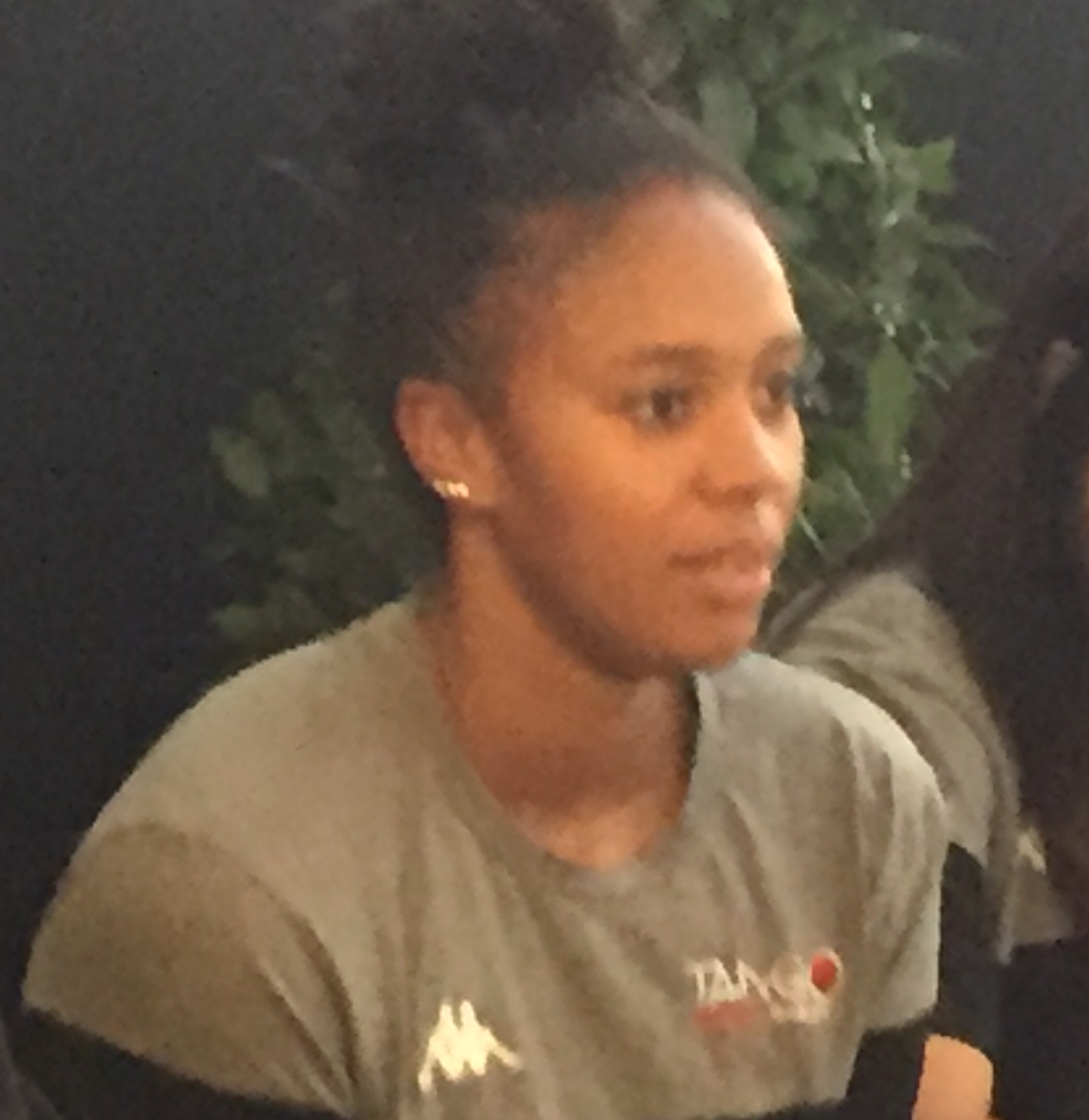
Iliana Rupert dispute son premier championnat d'Europe à 17 ans.

L'équipe de France commence sa saison 2019 par le championnat d'Europe 2019. Comme pour l'édition précédente, la France se hisse en finale mais est battue par les Espagnoles.

## Contexte
L'EuroBasket est d'autant plus stratégique pour les Bleues que les six premières nations disputeront le tournoi préolympique des Jeux de 2020. Si après trois médailles d'argent, les Françaises visent l'or, elles veulent d'abord finir en tête de leur poule de premier tour pour être dispensées du huitième de finale, alors que le quart de finale les opposera à une équipe d'un groupe D très relevé avec la Biélorussie, la Belgique, la Russie et la Serbie. Enfin, l'Euro doit aussi être l'occasion de former la relève d'ici les JO de 2024.

## Championnat d'Europe
Valérie Garnier annonce en avril 2019 une présélection de 19 joueuses où figurent des nouvelles venues comme Magali Mendy et Ornella Bankole et les très jeunes Iliana Rupert et Marine Fauthoux. Ingrid Tanqueray et de Sara Chevaugeon réapparaissent après plusieurs années d’absence au sein du Groupe France. La naturalisée Bria Hartley, présente aux qualifications, est préférée à Gabby Williams. Sarah Michel ne peut terminer la saison 2018-2019 en raison d'une blessure au ménisque qui la contraint également à renoncer à l'Euro. La préparation doit débuter par un premier stage du 25 au 31 mai à Anglet.
Dès le mois de mai, le forfait de Sarah Michel est annoncé. Insuffisamment remise d'une blessure au ménisque, Diandra Tchatchouang doit déclarer forfait début juin, de même qu'Helena Ciak mal remise d'une blessure à la cheville droite contractée lors de la fin de saison. Avant la deuxième rencontre amicale face à l'Ukraine, le staff annonce le départ de Magali Mendy et Ingrid Tanqueray. Enfin, le 16 juin, Valérie Garnier annonce les deux dernières non-sélectionnées, Marie-Michelle Milapie et Romane Bernies, confirmant de ce fait la sélection de trois joueuses dont ce sera la première compétition officielle : Ornella Bankolé, Marine Fauthoux et Iliana Rupert.
| Poste      | Numéro | Joueuse                | Naissance         | Taille | matchs | points | Club 2018-2019     |
| ---------- | ------ | ---------------------- | ----------------- | ------ | ------ | ------ | ------------------ |
| ailière    | 11     | Valériane Ayayi        | 29 avril 1994     | 1,84 m | 11     | 109    | USK Prague         |
| intérieure | 21     | Marième Badiane        | 24 novembre 1994  | 1,90 m | 12     | 47     | Lyon ASVEL         |
| ailière    | 3      | Ornella Bankolé        | 17 septembre 1997 | 1,81 m | 11     | 10     | Lattes Montpellier |
| ailière    | 6      | Alexia Chartereau      | 5 septembre 1998  | 1,89 m | 11     | 99     | Bourges            |
| arrière    | 88     | Sara Chevaugeon        | 12 février 1993   | 1,75 m | 11     | 39     | Flammes Carolo     |
| meneuse    | 0      | Olivia Époupa          | 30 avril 1994     | 1,65 m | 12     | 84     | Beşiktaş           |
| meneuse    | 4      | Marine Fauthoux        | 23 janvier 2001   | 1,73 m | 11     | 19     | Tarbes             |
| pivot      | 7      | Sandrine Gruda         | 25 juin 1987      | 1,93 m | 7      | 96     | Famila Schio       |
| arrière    | 14     | Bria Hartley           | 30 septembre 1992 | 1,73 m | 10     | 126    | Fenerbahçe         |
| arrière    | 17     | Marine Johannès        | 21 janvier 1995   | 1,77 m | 12     | 128    | Bourges            |
| intérieure | 5      | Nwal-Endéné Miyem      | 15 mai 1988       | 1,88 m | 12     | 114    | Lattes Montpellier |
| intérieure | 12     | Iliana Rupert          | 12 juillet 2001   | 1,91 m | 12     | 31     | Bourges            |
| meneuse    |        | Romane Bernies         | 27 juin 1993      | 1,70 m | 3      | 12     | Lattes Montpellier |
| intérieure |        | Helena Ciak            | 15 décembre 1989  | 1,95 m |        |        | Lattes Montpellier |
| arrière    |        | Magali Mendy           | 6 février 1990    | 1,75 m |        |        | Villeneuve-d'Ascq  |
| ailière    |        | Sarah Michel           | 10 janvier 1989   | 1,80 m |        |        | Bourges            |
| intérieure |        | Marie-Michelle Milapie | 6 février 1996    | 1,92 m | 5      | 18     | Basket Landes      |
| meneuse    |        | Ingrid Tanqueray       | 25 août 1988      | 1,66 m | 1      | 5      | Lyon ASVEL         |
| ailière    |        | Diandra Tchatchouang   | 14 juin 1991      | 1,89 m |        |        | Lattes Montpellier |

- Entraîneuse : Valérie Garnier
- Assistants :  Olivier Lafargue, Grégory Halin, Rachid Meziane

| Date    | Lieu           | Adversaire | Score    | Compétition | Meilleure marqueuse (France)              |
| ------- | -------------- | ---------- | -------- | ----------- | ----------------------------------------- |
| 9 juin  | Mont-de-Marsan | Ukraine    | V 107-75 | Préparation | Valériane Ayayi (15 points)               |
| 10 juin | Mont-de-Marsan | Ukraine    | V 89-65  | Préparation | Valériane Ayayi (25 points)               |
| 14 juin | Rennes         | Turquie    | D 65-74  | Préparation | Marine Johannès (15 points)               |
| 15 juin | Rennes         | Russie     | V 74-67  | Préparation | Bria Hartley (22 points)                  |
| 16 juin | Rennes         | Serbie     | D 83-90  | Préparation | Marine Johannès et Endy Miyem (15 points) |
| 23 juin | Rouen          | Chine      | V 73-70  | Préparation | Marine Johannès (23 points)               |

Pour sa première rencontre de préparation, la France bat facilement l'Ukraine bien que privée de Sandrine Gruda et Helena Ciak ménagées, ce qui conduit Valérie Garnier à aligner Marième Badiane (11 points et 8 rebonds) dans le cinq de départ au poste de pivot. Après 10 minutes, la France n'a deux points d'avance (28-26) mais infligent ensuite un 11-2 par le biais de Romane Bernies, Endy Miyem et Valériane Ayayi tout en s'appliquant en défense. La mi-temps est atteinte sur le score de 58 à 37. Ingrid Tanqueray et Alexia Chartereau accentuent l'avance alors que les jeunes Marine Fauthoux (10 points à 100 % de réussite et 4 interceptions) et Iliana Rupert (11 points à 100 %) se montrent sans complexe pour leur première sélection, tout comme Ornella Bankolé (4 points et 4 points). Le dernier quart temps est entamé sur le score de 83 à 51 et le score final est de 107 à 75. Côté ukrainien, Alina Iahoupova (27 points) et Olesia Malachenko (15 points) étaient trop seules pour rivaliser,. Les Françaises commencent mieux leur deuxième rencontre face à l'Ukraine avec l'ancien duo landais Olivia Epoupa - Valériane Ayayi relayé par la capitaine Miyem pour mener 24 à 19 à l'issue du premier acte. Olkhovyk et Iahoupova en fanfare le deuxième quart temps, mais Johannes puis Ayayi réagissent pour donner dix points d'avance aux Bleues à la pause (43-35). Marième Badiane fait bonne impression à l'intérieur alors que Ciak est forfait, seule Iahoupova ne renonçant pas côté ukrainien (67-51 à la 30e minute). La dernière période permet à Iliana Rupert de se mettre en valeur en relais de Badiane et d'accrocher une victoire sur le score 89 à 65,. 
Distancées par les Russes à la mi-temps (29-39) notamment à cause de  Maria Vadeïeva (22 points, 13 rebonds), Ksenia Levchenko (3 points, 9 passes décisives) et Evgeniya Belyakova (12 points, 5 rebonds), les Bleues se reprennent dans le troisième quart temps (24-8). Mises en difficulté par la défense russe dans la dernière période, les Françaises s'imposent 74 à 67 en prolongation grâce à Bria Hartley (22 points à 6/14 aux tirs en 24 minutes), bien secondée par Alexia Chartereau (18 points, 8 rebonds) et Olivia Époupa (9 points, 4 rebonds, 3 passes décisives et 5 interceptions),,. Lors de la dernière journée du tournoi de Bretagne, la France toujours privée de Sandrine Gruda s'incline de nouveau cette fois face aux Serbes entraînés par Marina Maljković. Bousculés par les 12 points consécutifs de Crvendakic et l'adresse à trois points des Serbes (5 sur 7) Epoupa (4 rebonds à la pause) et Miyem ne peuvent empêcher un débours de 9 points (20-29) à la fin du premier quart temps. Bria Hartley, Sara Chevaugeon et Miyem sont plus en réussite et l'écart se réduit à un point à la pause (46-47). Alexia Chartereau et Jelena Brooks (20 points) se répondent et la fin de la période est atteinte sur un score de parité à 65 partout, avant une dernière période mieux gérée par les Serbes. Valériane Ayayi et Marine Johannes sont en réussite à trois points et Olivia Epoupa à l'aise en défense, mais la France est rejointe 77 à 77 à 4 minutes de la fin. Brooks et Milic creusent l'écart (81-86) et la France s’incline 83 à 90,.
Pour son dernier match de préparation à Rouen, face à la Chine, la France retrouve Sandrine Gruda avec Endy Miyem qui honore sa 200e sélection. Les Chinoises se détachent sous l'impulsion de Zhen-Qi Pan (10 points, 3 rebonds) pour creuser l'écart en fin de premier quart-temps (13-20). Yue-Ru Li (16 points, 13 rebonds) continue le travail malgré une réaction de Marième Badiane (8 points, 4 rebonds) et les 16 points de Marine Johannès en une seule mi-temps pour un retard de 5 points à la pause (28-33). Meng Li (17 points, 5 rebonds) redonne de l'air aux sienne dans la troisième période (45-54) durant laquelle Sandrine Gruda (3 points à 1 tir réussi sur 7, 5 rebonds) marque son premier panier. Durant la dernière période, le pressing d' Olivia Époupa (4 rebonds, 8 passes décisives) et Marine Fauthoux (2 points, 2 passes décisives) contribue au retour des Bleues. À 2 minutes du coup de sifflet final, Endy Miyem (5 points 2 rebonds) ramène les Françaises à 3 points (63-66) avant que Bria Hartley (19 points, 2 passes décisives) ne se montre décisive avec 10 points dont deux tirs primés pour arracher une victoire sur le fil 73 à 70,.
| Date      | Lieu     | Adversaire         | Score   | Compétition     | Meilleure marqueuse (France) |
| --------- | -------- | ------------------ | ------- | --------------- | ---------------------------- |
| 27 juin   | Riga     | République tchèque | V 74-61 | Premier tour    | Olivia Époupa (18 points)    |
| 28 juin   | Riga     | Monténégro         | V 88-53 | Premier tour    | Marine Johannès (15 points)  |
| 30 juin   | Riga     | Suède              | V 71-65 | Premier tour    | Sandrine Gruda (16 points)   |
| 4 juillet | Belgrade | Belgique           | V 84-80 | Quart de finale | Sandrine Gruda (33 points)   |
| 6 juillet | Belgrade | Grande-Bretagne    | V 63-56 | Demi-finale     | Marine Johannès (20 points)  |
| 7 juillet | Belgrade | Espagne            | D 66-86 | Finale          | Sandrine Gruda (18 points)   |

Pour sa première rencontre face aux Tchèques, l'équipe de France ne parvient pas à prendre l'avantage dans le premier quart temps (19-20) et se fait même devancer dans le deuxième (28-35) avec une Kateřina Elhotová (15 points dont 3/5 à 3 points, 4 rebonds) trop libre de ses mouvements et bien secondée par Romana Hejdová (19 points, 5 rebonds). Plus déterminées en défense après la pause, les Françaises marquent de nombreux points en contre-attaque avec Olivia Époupa (18 points, 4 rebonds), Marine Fauthoux (3 points) à la mène et d’Alexia Chartereau (9 points, 7 rebonds) qui ramènent les équipes à égalité (50-50).  Les Tricolores éteignent de nouveau l'attaque tchèque au début du dernier quart temps (60-54) et une Marine Johannès (9 points, 2 rebonds) maladroite jusque là réussit un panier primé crucial. Un dernier panier à trois points d'Olivia Époupa à 45 secondes de la fin du match scelle le sort de la rencontre,.
Les Françaises donnent d'entrée le ton en défense (5-8, 5e minute) et Valériane Ayayi provoque une faute antisportive de l'américaine naturalisée Glory Johnson (4 points, 2 rebonds), qui est muselée Sandrine Gruda (11 points, 3 rebonds, 1 passe décisive). Le premier quart temps se conclut sur le score de 24 à 13. à Marine Fauthoux (4 points, 1 rebond, 3 passes décisives) Bozica Mujovic (12 points, 5 rebonds, 1 passe décisive) réveille les Monténégrines qui passent un 6-0. Après un temps mort, les Bleues réagissent par Iliana Rupert (2 points, 2 rebonds) et Valériane Ayayi puis Bria Hartley (9 points, 3 rebonds, 5 passes décisives). Ornella Bankole (4 points) entre à son tou en jeu et à la pause les Françaises mènent 46 à 25. Au retour sur le parquet, Marine Johannès (15 points, 1 rebond, 1 passe décisive) enfonce le clou. La France s'envole 38-67 avant le début du dernier quart temps. Jelena Vucetic (4 points, 2 rebonds) est exclue après sa deuxième faute technique et la rencontre s'achève sur le score sans appel de 88 à 53,.
Pour le gain de la première place du groupe, les Françaises serrent la vis d'entrée de jeu pour mener 17 à 9 à la fin de la première période. En l'absence de Farhiya Abdi, la défense tricolore contient parfaitement Amanda Zahui B. (13 points dont seulement 3 à la mi-temps à 5/12, 13 rebonds, 5 fautes et 4 balles perdues en 30 minutes), surclassée par une Sandrine Gruda  (16 points à 7/15 aux tirs et 6 rebonds) de retour au premier plan (16 points) bien que les Suédoises remporteront la bataille du rebond (44, dont 14 pour l'intérieure Zahui B, à 32, dont 7 pour la meneuse Époupa). Malgré la verve d'Elin Eldebrink (18 points à 57 %), la France domine 25 à 35 à la pause bien que Marine Johannès (0 point à 0/3, 3 fautes et 3 balles perdues pour -6 d'évaluation en 18 minutes) soit dans un mauvais jour (0 point sur la rencontre). Le troisième quart temps reste équilibré (41-51) Bria Hartley (13 points) et Endy Miyem (8 points) répondant au réveil de Zahui B. Olivia Époupa (10 points à 4/9, 7 rebonds et 7 passes décisives pour 18 d'évaluation en 31 minutes) donnait même 14 points d'avance aux Bleues, mais après un temps mort demandé par l'entraîneur de la Suède, le Français François Gomez, Kalis Loyd (8 points à 50%) ramenait le score à 50-58. Dans un final tendu, Alexia Chartereau (8 points, 3 rebonds), Olivia Époupa (56-63, 39′) puis Valériane Ayayi (12 points dont 2/3 à 3 points) permettaient aux Françaises de l'emporter 71 à 65 et de se qualifier ainsi directement pour les quarts de finale, où elles affronteront le vainqueur d'un barrage opposant les Belges aux Slovènes,,,.
En quarts de finale, les Françaises retrouvent les Belges qui les avaient nettement dominées 86 à 65 l'an passée en quarts de finales de la Coupe du monde à Tenerife, avec l'enjeu supplémentaire pour cette rencontre d'une qualification directe pour le tournoi préolympique de 2020. Les Bleues réalisant un premier quart temps parfait avec Sandrine Gruda, Bria Hartley et Valériane Ayayi (5 points, 6 rebonds, 3 passes décisives) pour mener 27 à 16, mais les Belges imposent ensuite une défense de fer qui les contient à seulement 8 points dans le quart temps suivant (35-32) alors qu'Emma Meesseman (24 points, 4 rebonds, 4 passes décisives), Kim Mestdagh (16 points, 10 rebonds, 7 passes décisives) et X Raman alignent les paniers. La troisième période est très équilibrée avec des équipes qui se rendent coup pour coup : Gruda est relayée par Alexia Chartereau alors que Sara Chevaugeon égalise à la sonnerie (54-54). Lors du dernier quart temps, les Belges mènent avec les réussites de Kyara Linskens (10 points, 5 rebonds) et Julie Allemand (15 points, 4 passes décisives) malgré les réactions d'Olivia Époupa (13 points, 9 rebonds) et Sandrine Gruda (33 points à 11 tirs de champ sur 15 et 11 sur 12 aux lancers francs, 10 rebonds, 1 contre). Dans la dernière minute, Meesseman semble donner un avantage décisif. Valériane Ayayi manque le panier à trois points de l'égalisation, mais Endy Miyem dégage le rebond offensif vers Bria Hartley (12 points, 3 rebonds) qui ne manque pas le trois points pour arracher la prolongation (68-68). Dans le temps additionnel, les Françaises dominent les débuts, notamment après la cinquième faute de Meesseman. Une Marine Johannès (4 points, 5 passes décisives) encore une fois discrète réussit deux lancers francs cruciaux (10 sur 10 en prolongation pour les Françaises) pour sceller le sort de la rencontre, remportée 84 à 80,,,.
Opposées aux Britanniques, les Françaises balbutient leur début de demi-finale en manquant leurs 15 premiers tirs de champ et en perdant plusieurs ballons. L'activité de Marine Johannès (20 points à 9/18 aux tirs, 4 rebonds et 5 passes décisives pour 25 d'évaluation) permet de limiter les dégâts avec un score de 12 à 16 à la fin du premier quart temps. Le deuxième quart temps débute mieux, mais deux tirs primés de Karlie Samuelson (5 points, 4 rebonds, 6 passes décisives) et Rachael Vanderwal (12 points, 5 rebonds) redonnent de l’air aux joueuses d'outre-Manche. Les entrées de Sara Chevaugeon (2 points, 2 rebonds) et Alexia Chartereau (6 points, 6 rebonds, 3 passes décisives) qui permettent aux Bleues de regagner les vestiaires sur le score de 34 à 34. Au retour des vestiaires, Endy Miyem donne l'avantage aux Bleues qui ne le cèderont plus malgré quelques rapprochés initiés par Chantelle Handy (11 points à 4/6 aux tirs) et Johannah Leedham (9 points, 8 rebonds, 3 passes décisives et 3 interceptions), alors que Sandrine Gruda (11 points à 3/14 aux tirs, 10 rebonds, 3 contres et 3 passes décisives pour 16 d'évaluation) remporte son duel sur Temi Fagbenle (10 points à 3 sur 12 aux tirs, 6 rebonds) si bien que les Bleues terminent la période sur le score de 52 à 46. Les Britanniques reviennent bien à trois unités, mais Olivia Époupa (5 points, 9 rebonds, 4 passes décisives et 1 interception) veille et provoque une faute offensive de Fagbenle et l'équipe contrôle bien les dernières minutes de jeu pour l'emporter 63 à 56 et se qualifier pour une quatrième finale consécutive de championnat d'Europe,,. Alexia Chartereau et Sandrine Gruda affichent leur sérénité et leur esprit d'équipe « Les organismes commencent à être fatigués, mais mentalement, on est extrêmement fortes. On l'a encore prouvé ce soir » « On savait que ce serait difficile, surtout qu'on a longtemps fait preuve de maladresses ce soir, et il a fallu trouver des solutions pour marquer. On a eu ces solutions par Marine (Johannès) notamment, puis Endy (Miyem), Alexia (Chartereau)... Tout le monde a scoré, ce qui a apporté un peu plus de fraîcheur, de soulagement et de confiance » alors que Johannah Leedham devrait reconnaître la supériorité française « Elles font la différence avec leur banc. Elles nous ont épuisées, elles ont toujours trouvé des filles à envoyer sur le terrain, pour remettre de l'intensité à chaque fois qu'on revenait ; elles ont les rotations et énormément d'expérience ».
En finale, la France est distancée dans les premières minutes. malgré un retour furtif, l'écart est déjà de 11 points à la fin du premier quart temps ne remontera jamais son retard d'une quinzaine de points qui gonflera finalement à 20 points (66-86),,.
Quelques jours après la finales, la capitaine Endy Miyem (avec des moyennes de 10,2 points et 4,5 rebonds mais une certaine irrégularité) commente : « Quand je regarde l'équipe dans sa globalité, je vois les petites jeunes pour qui c'était la première participation en A pour un tournoi officiel... C'est énorme pour elles. (...) À titre plus perso, ça fait un peu mal, parce qu'on est deuxièmes, encore. On nous avait fixé l'objectif de devenir championnes d'Europe. (...) Peut-être qu'il nous manquait ce petit truc en plus. On est une bonne équipe mais en finale, on doit être une très bonne équipe ».
Valérie Garnier estime que « cette équipe d’Espagne composée de joueuses d’expérience était plus forte, elle a un très important vécu collectif et l’expérience des grands rendez-vous (...) Notre manque de discipline en défense dès le début du match nous a coûté cher (...) Je suis fière de cette sélection de joueuses et de ce qu’elles ont accompli même si  j’aurais aimé, comme elles et mon staff, finir sur la première marche et surtout montrer un autre visage de notre équipe en finale ». Pour autant elle se réjouit de l'intégration de jeunes joueuses (« la naissance d’un groupe France élargi qui voit se mélanger trois générations ») en l'absence de joueuses cadre comme Ciak, Tchatchouang ou Michel.

## Tournoi pré-olympique
Le tournoi de qualification olympique qui doit être disputé à Bourges du 6 au 9 février 2020. Le tirage effectué le 27 novembre désigne comme adversaires de la France, l'Australie, le Brésil et Porto Rico, trois des quatre équipes étant qualifiées pour Tokyo.
Dans le cadre de la préparation à ce tournoi, Valérie Garnier sélectionne seize joueuses, Sandrine Gruda étant laissée au repos, pour un stage à l’INSEP du 11 au 14 novembre 2019 puis deux rencontres amicales face à l’Espagne les 15 et 18 novembre, les deux équipes étant déjà qualifiées pour le prochain championnat d'Europe :
| Poste      | Numéro | Joueuse                       | Naissance         | Taille | matchs | points, | Club 2019-2020     |
| ---------- | ------ | ----------------------------- | ----------------- | ------ | ------ | ------- | ------------------ |
| ailière    | 11     | Valériane Ayayi Vukosavljevic | 29 avril 1994     | 1,84 m | 2      | 19      | USK Prague         |
| intérieure | 25     | Marième Badiane               | 24 novembre 1994  | 1,90 m | 1      | 0       | Lyon ASVEL         |
| ailière    | 6      | Alexia Chartereau             | 5 septembre 1998  | 1,89 m | 2      | 10      | Bourges            |
| arrière    | 88     | Sara Chevaugeon               | 12 février 1993   | 1,75 m | 2      | 0       | Flammes Carolo     |
| intérieure | 8      | Helena Ciak                   | 15 décembre 1989  | 1,95 m | 2      | 23      | ASVEL              |
| meneuse    | 0      | Olivia Époupa                 | 30 avril 1994     | 1,65 m | 2      | 7       | Canberra Capitals  |
| meneuse    | 99     | Marine Fauthoux               | 23 janvier 2001   | 1,73 m | 2      | 3       | Tarbes             |
| arrière    | 14     | Bria Hartley                  | 30 septembre 1992 | 1,73 m | 2      | 15      | Galatasaray        |
| arrière    | 23     | Marine Johannès               | 21 janvier 1995   | 1,77 m | 1      | 0       | Lyon ASVEL         |
| arrière    | 94     | Magali Mendy                  | 6 février 1990    | 1,75 m | 2      | 7       | Uni Gérone CB      |
| ailière    | 10     | Sarah Michel                  | 10 janvier 1989   | 1,80 m | 2      | 13      | Bourges            |
| intérieure | 13     | Marie-Michelle Milapie        | 6 février 1996    | 1,92 m | 1      | 0       | Lattes Montpellier |
| intérieure | 5      | Nwal-Endéné Miyem             | 15 mai 1988       | 1,88 m | 2      | 19      | Flammes Carolo     |
| intérieure | 12     | Iliana Rupert                 | 12 juillet 2001   | 1,91 m | 1      | 2       | Bourges            |
| ailière    | 93     | Diandra Tchatchouang          | 14 juin 1991      | 1,89 m | 1      | 2       | Lattes Montpellier |
| ailière    | 3      | Ornella Bankolé               | 17 septembre 1997 | 1,81 m |        |         | Lattes Montpellier |

- Entraîneuse : Valérie Garnier
- Assistants :  Olivier Lafargue, Grégory Halin, Rachid Meziane

Touchée à un genou pendant la préparation, Ornella Bankolé déclare forfait pour les deux rencontres.
| Date        | Lieu     | Adversaire | Score     | Compétition | Meilleure marqueuse (France) |
| ----------- | -------- | ---------- | --------- | ----------- | ---------------------------- |
| 15 novembre | Zamora   | Espagne    | V 55-51 , | Préparation | Sarah Michel (11 points)     |
| 18 novembre | Palencia | Espagne    | V 65-58   | Préparation | Helena Ciak (17 points)      |

Dans le premier affrontement face à l'Espagne, la France a mené nettement lors des trois premiers quart-temps en contenant les Espagnoles à 25 % de réussite aux tirs (31-46, 32e), avant de subir la réaction de la meneuse Leonor Rodríguez, qui a ramené son équipe à quelques points avant que Bria Hartley n'inscrive spectaculaire panier primé avec la planche dans la dernière minute pour l'emporter 55 à 51,. Magali Mendy honore sa première sélection en bleu.
Dans le second affrontement face à l'Espagne, à Palencia, la France l'emporte de nouveau, 65 à 58.